# Henri Meyer
Jacques dit Henri Meyer, também grafado Reyem (Mulhouse, 6 de março de 1841 — Thiais, 18 de julho de 1899) foi um caricaturista e ilustrador francês, conhecido por realizar as ilustrações dos romances de Júlio Verne e Pierre-Jules Hetzel.
Ilustrou as obras Um Herói de Quinze Anos de Júlio Verne, La Frontière indienne de Lucien Biart, e as obras de Bentzon, Thomas Mayne Reid. Também desenhou inúmeras ilustrações para a imprensa, incluindo uma grande quantidade de capas para o Supplément illustré do jornal Le Petit Journal, que foram gravadas por Fortuné Méaulle.
Foi nomeado Cavaleiro da Ordem Nacional da Legião de Honra em 1884.
O seu filho Jean, também grafado Jan-Méjan, também foi desenhador e ilustrador.